# Gare de Jouy
Pour les articles homonymes, voir Gare de Jouy (homonymie).
La gare de Jouy est une gare ferroviaire française de la ligne de Paris-Montparnasse à Brest, située sur le territoire de la commune de Jouy, dans le département d'Eure-et-Loir, en région Centre-Val de Loire.
C'est une gare de la Société nationale des chemins de fer français (SNCF) desservie par les trains du réseau TER Centre-Val de Loire.

## Situation ferroviaire

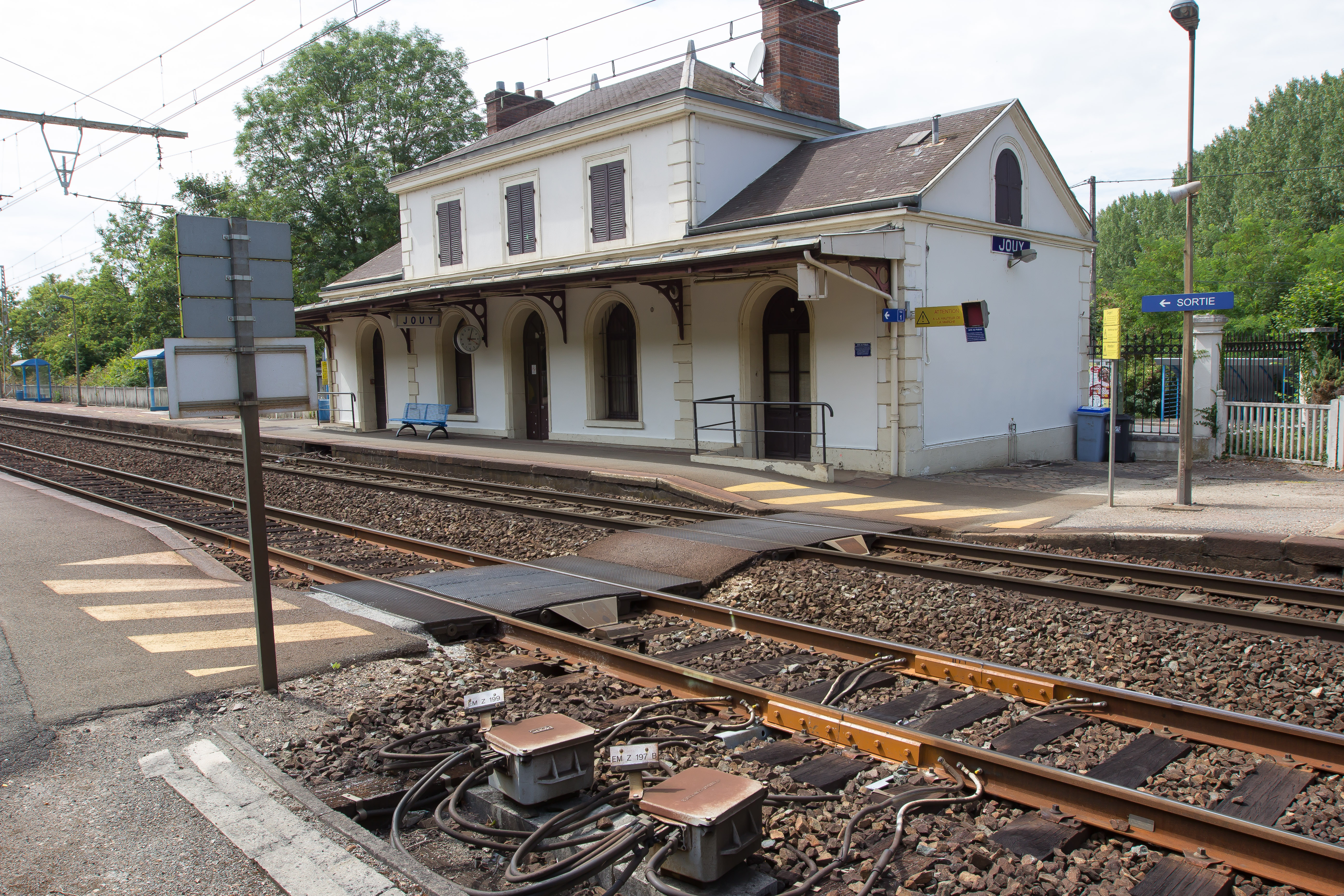
Vue générale de la gare.

Établie à 121 m d'altitude, la gare de Jouy est située au point kilométrique (PK) 77,264 de la ligne de Paris-Montparnasse à Brest, entre les gares ouvertes de Saint-Piat et La Villette-Saint-Prest.

## Histoire

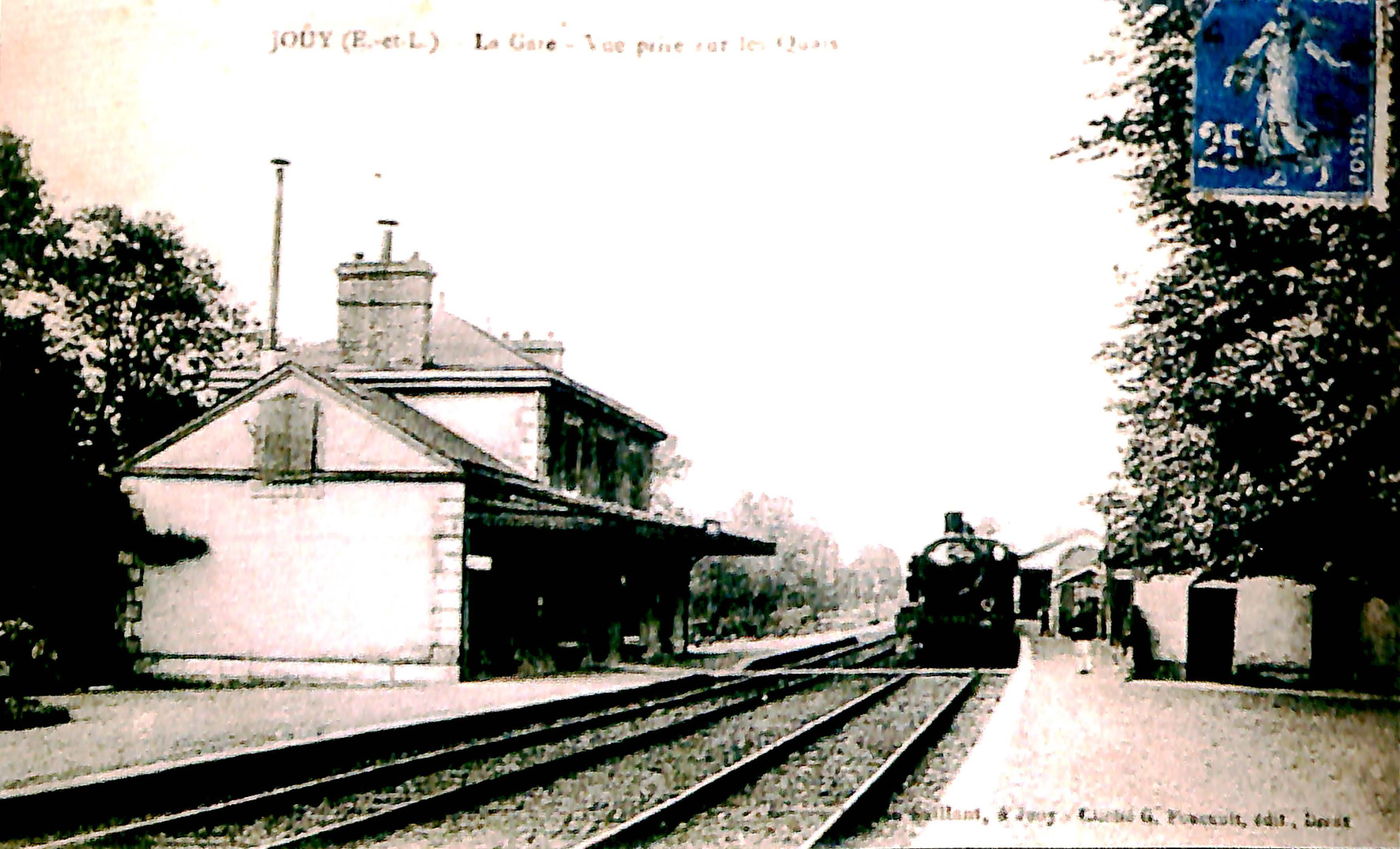
La gare de Jouy à la fin du XIXe siècle ou au début du XIXe siècle.

La gare de Jouy a été construite à flanc de vallée dès 1845, comme la section de ligne l'encadrant. La création de la cour aux marchandises a imposé la création d'une plateforme large d'une quarantaine de mètres ce qui a nécessité d'impressionnants terrassement, conduisant à la réalisation d'un pan de falaise crayeuse d'une quinzaine de mètres de haut.
Ouverte avec la section Versailles-Chantiers - Chartres de la ligne de Paris-Montparnasse à Brest, le 12 juillet 1849, la gare dessert la vallée de l'Eure et les villages environnants.
Elle est dotée d'un bâtiment voyageurs à 3 portes installé au centre du quai, sur la voie menant à Paris. Un abri est situé sur l'autre quai.
La gare est également dotée d'une voie aux marchandises et d'un quai de chargement découvert, la gare se voit bientôt adjoindre deux évitements côté Paris. L'évitement pair est également utilisé pour la halle aux marchandises.
Plusieurs hangars sont construits dans la cour aux marchandises entre 1870 et 1900, ils sont utilisés pour stocker des produits agricoles en partance.
En 1908 le premier silo moderne est construit au fond de la cour marchandises. Entièrement en bois, il est doté de huit cellules contenant environ 600 hectolitres, d'une cribleuse et d'une installation d'ensachage. Il permet de charger deux wagons couverts simultanément.
La gare comporte un poste d'aiguillage principal, secondé par deux postes en ligne commandant les signaux d'entrée.
Par la suite, ce premier silo sera doté d'une fosse de déchargement.
Vers 1930, une extension en béton, à 8 cellules de 2 400 hectolitres est construite. Les deux quais voyageurs sont allongés côté Chartres pour porter leur capacité à 10 voitures. On envisage de revoir le plan de voies.
Pendant la seconde guerre mondiale, de la marne est extraite aux abords immédiats de la gare, pour amender les champs. Cela conduit à la réalisation d'un funiculaire en saignée dans la falaise, à l'arrière du silo. L'explosion d'un convoi de munitions en gare de Maintenon ne touche pas la gare de manière significative.
Le 8 mai 1937, la ligne est électrifiée en 1 500 V et le Block Automatique Lumineux est installé. À Jouy, c'est l'occasion de revoir le plan de voies et de simplifier les installations. Les aiguillages sur ligne principale sont maintenant franchissables à 100 km/h. La longueur des évitement est portée à 750 mètres. Toutes les voies sont sous caténaire. La section équipement, auparavant logée dans une aile de la gare dispose d'un bâtiment à l'entrée de la cour marchandises. Les trois postes d'aiguillage sont regroupés en un seul, de type électromécanique, commandant les aiguilles de la gare par fil funiculaire.
Vers 1950, un second silo entièrement métallique est construit en arrière de la halle aux marchandises. Il est doté d'un convoyeur aérien vers la halle, permettant de charger un wagon trémie. L'extension du premier silo est modernisée, entre autres par l'ajout d'un poste de chargement de wagon-trémies.
Vers 1970, un hangar de stockage d'engrais est construit, le long des voies, dans le prolongement de l'extension du vieux silo.
En 1976, la ligne est modernisée par l'installation d'IPCS. Une double communication franchissable à 140 km/h est installée côté Chartres, télécommandée depuis cette dernière gare. La communication à hauteur de la halle marchandises est supprimée. Les deux évitement sont supprimés. De par leur unique aiguillage ils étaient en fait très peu utilisés à cet effet. Seul celui côté pair l'était, car situé du côté de la halle et de l'embranchement des silos.
En 2001, la gare est rénovée aux normes TER.
En 2005, l'abri de quai, jugé dangereux car ne disposant que d'une porte de sortie, est démoli.
En mai 2009, à la suite d'un incendie, la halle est démolie. La démolition du silo moderne suit peu après.

## Fréquentation
De 2015 à 2023, selon les estimations de la SNCF, la fréquentation annuelle de la gare s'élève aux nombres indiqués dans le tableau ci-dessous.
| Année     | 2015    | 2016    | 2017    | 2018   | 2019   | 2020   | 2021   | 2022    | 2023    |
| --------- | ------- | ------- | ------- | ------ | ------ | ------ | ------ | ------- | ------- |
| Voyageurs | 118 183 | 116 412 | 110 449 | 96 491 | 95 286 | 76 843 | 85 622 | 110 910 | 116 457 |

## Service des voyageurs

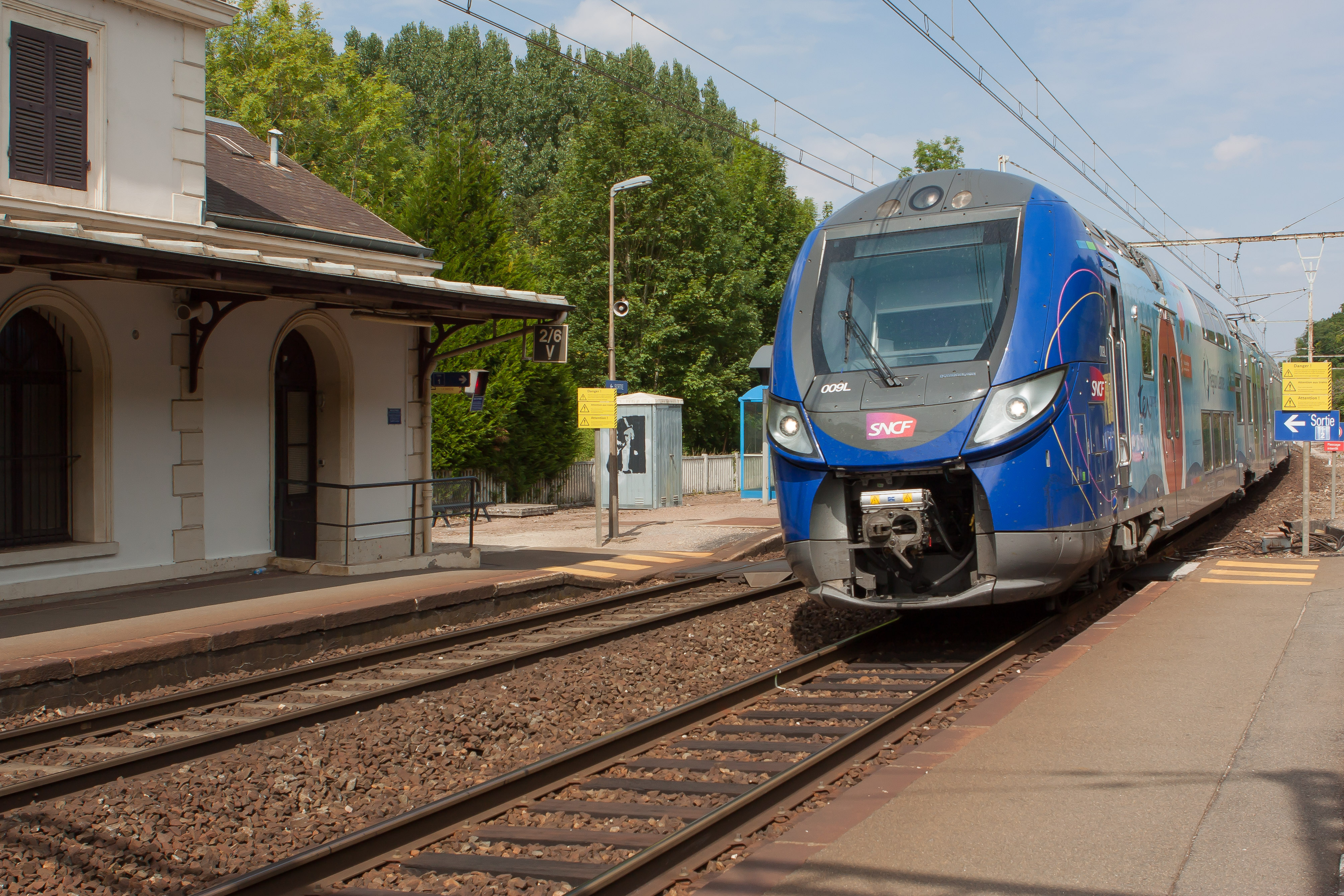
La rame 009L d'un train Regio 2N, entrant en gare de Jouy, en provenance de Paris et en direction de Chartres.

### Accueil
Halte SNCF, c'est un point d'arrêt non géré (PANG) à accès libre. Elle dispose d'automates pour l'achat de titres de transport sur le réseau régional.
Le passage d'un quai à l'autre s'effectue par la traversée directe des voies au moyen d'un passage piéton planchéié prévu à cet effet. Lorsqu'un train approche, des signaux rouges clignotants interdisent la traversée.

### Dessertes
La gare est desservie par des trains du réseau TER Centre-Val de Loire circulant entre Paris-Montparnasse et Chartres. Quinze à seize trains par sens s’y arrêtent en semaine. Le temps de trajet est d'environ 10 minutes depuis Chartres et 65 minutes depuis Paris-Montparnasse.

### Intermodalité
La gare est desservie par la ligne D03 du réseau Transbeauce.

## Galerie de photographies

Sélection de vues de la gare
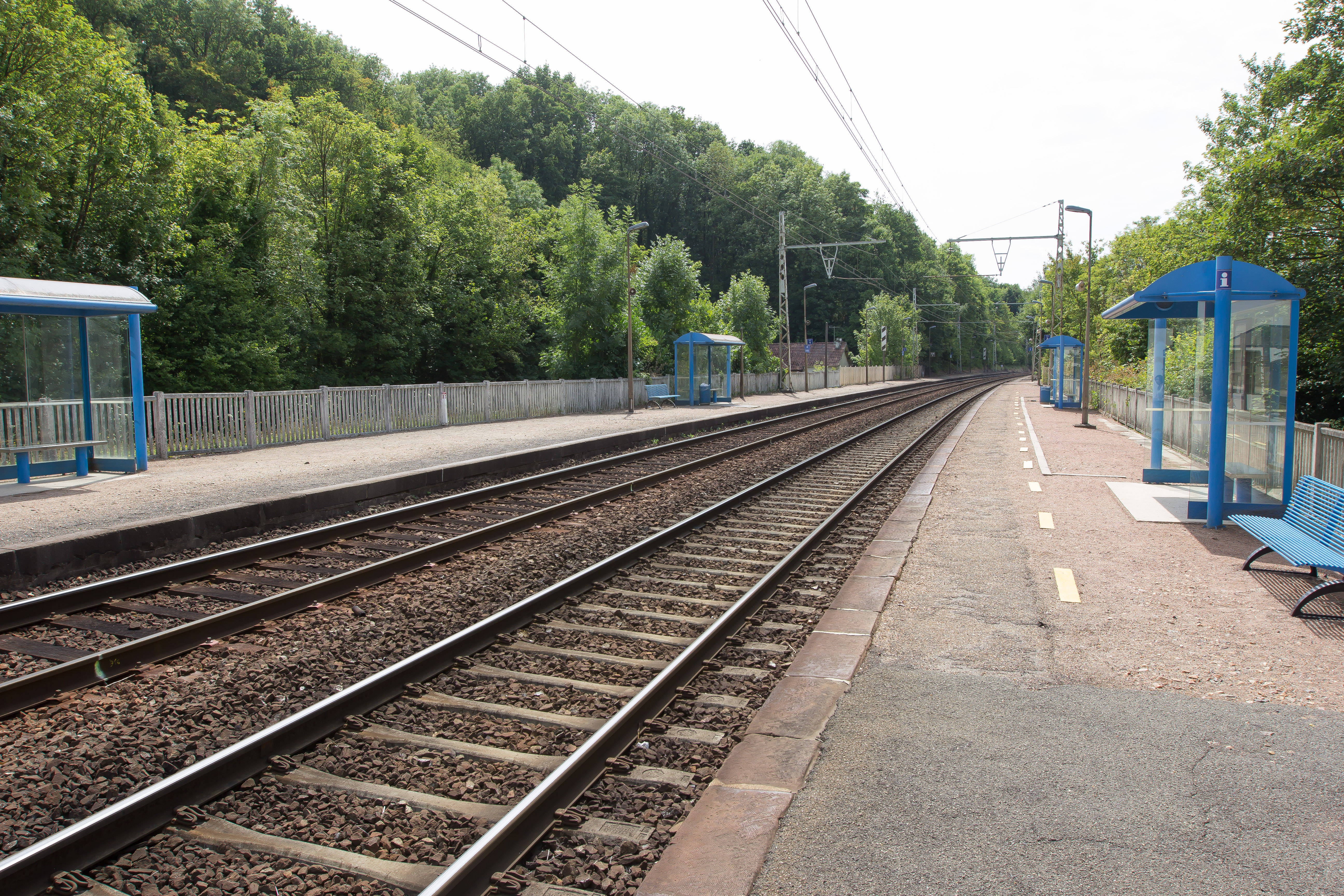
Les quais et les voies vus en direction de Chartres.
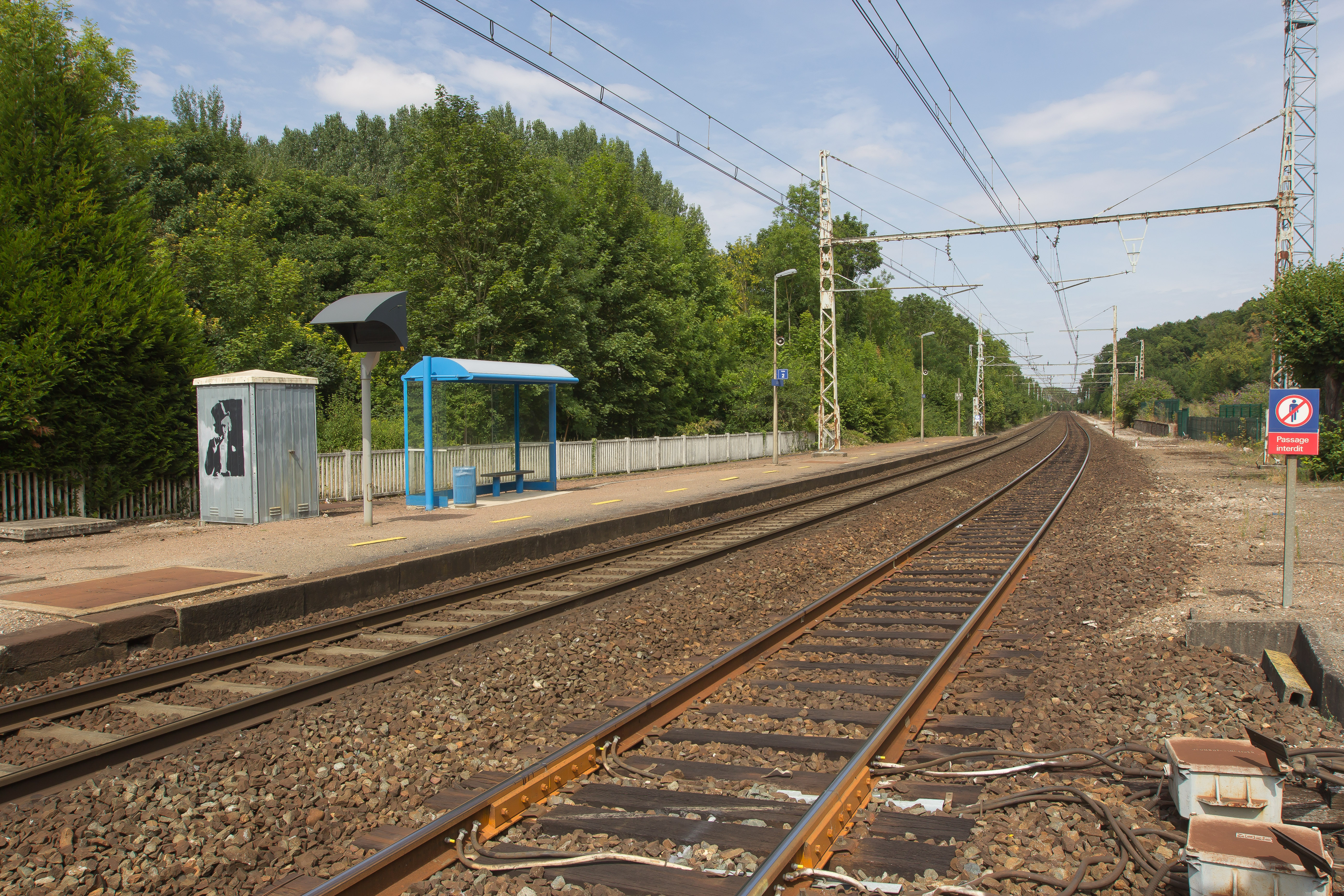
Les quais et les voies vus en direction de Paris.
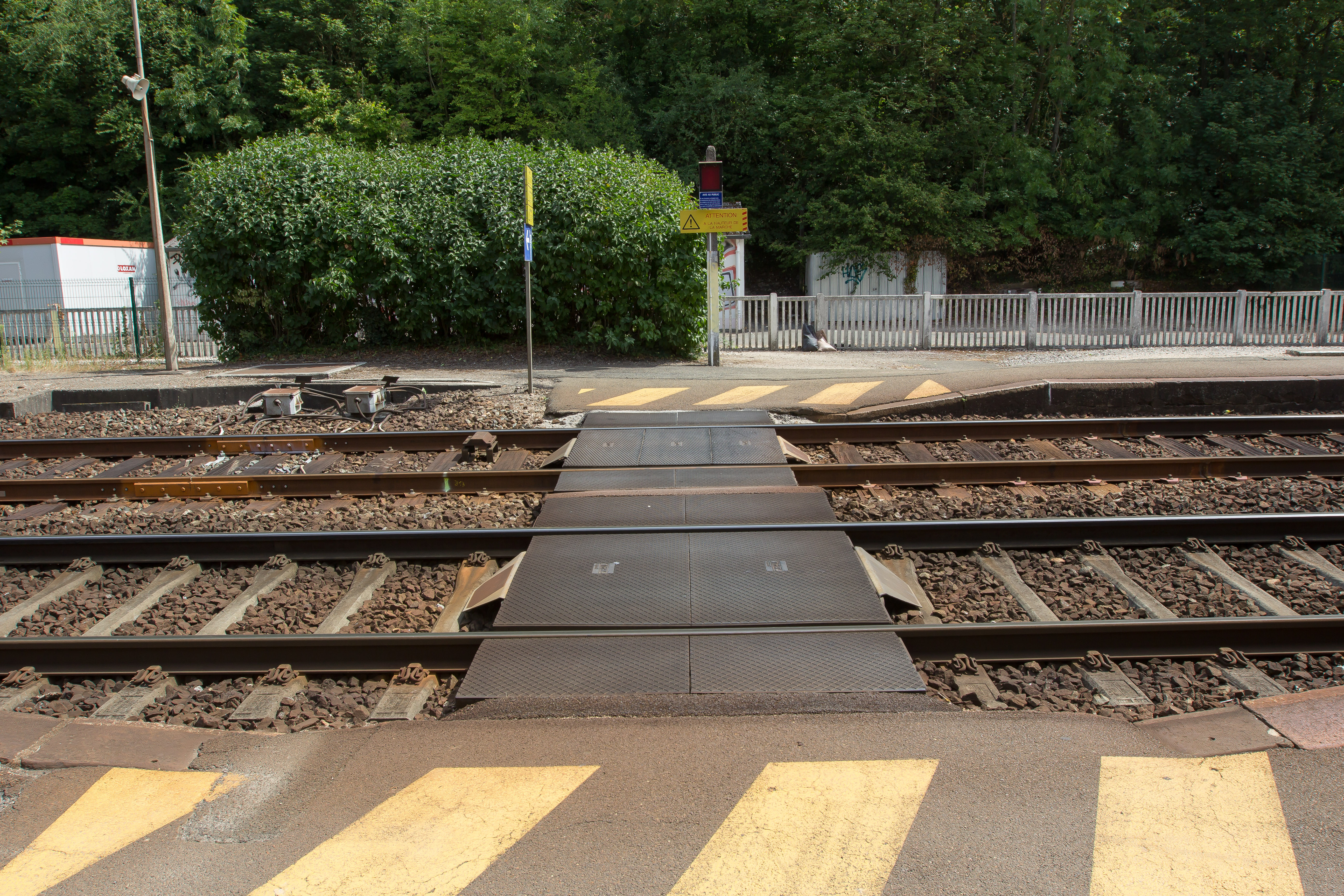
Le passage piéton planchéié permettant la traversée des voies.
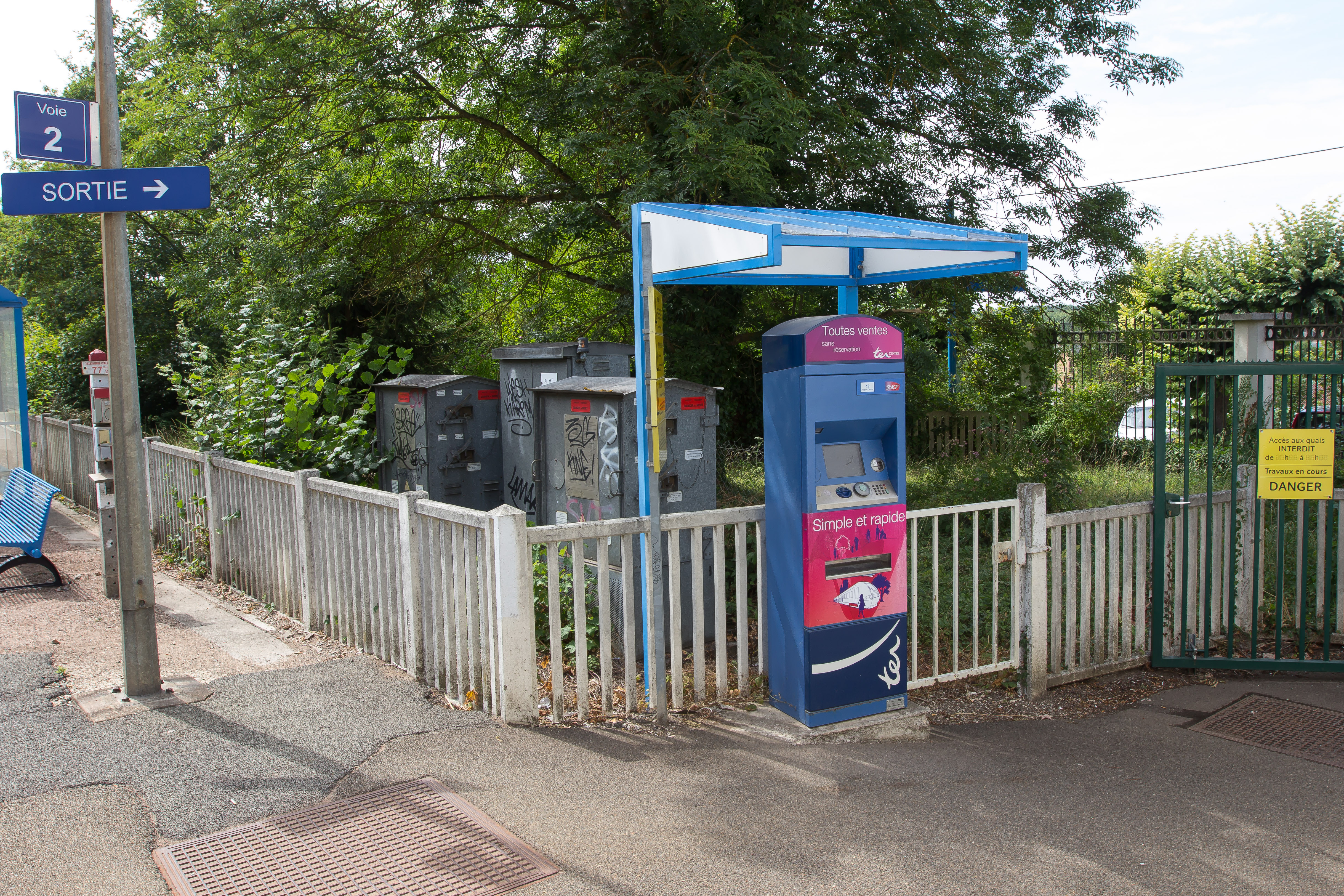
Automate permettant la distribution de titres de transport régionaux.
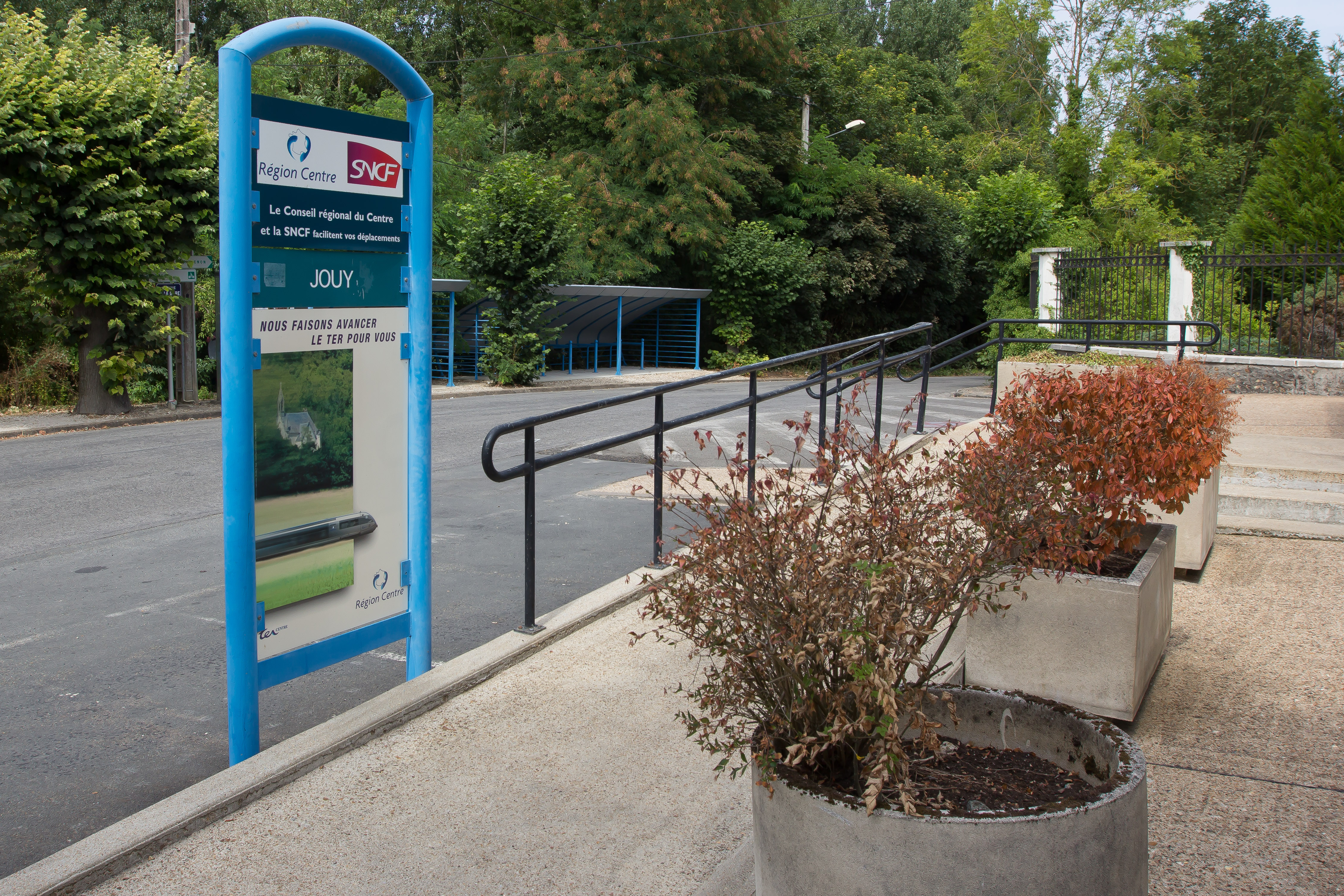
Le parvis de la gare et l'abri à vélos.